# Friedrich Kiel
Friedrich Kiel (født 8. oktober 1821 i Bad Laasphe-Puderbach i Nordrhein-Westfalen, død 13. september 1885 i Berlin) var en tysk romantisk komponist og musikpædagog.
Kiel virkede først som violinist i
Koburgs Hofteater, studerede derefter under Siegfried Dehn i Berlin og nåede dér hurtig en meget anset
stilling som komponist og lærer. Den
Sternske sangforening opførte omfangsrige og
betydelige korværker af ham, såsom Requiem
op. 20 (1862), Missa solemnis (1867) og
hovedværket Kristus (1874). 1870 blev Kiel
lærer ved den nyoprettede Hochschule fur Musik,
ligesom han endelig blev medlem af senatet for
Akademiet for de skønne kunster.
Kiel var en fortræffelig musiker, navnlig en lærd
kontrapunktiker, og en højt anset lærer der
uddannede talrige elever, af hvilke mange
senere skaffede sig et navn. Hans kompositioner,
hvis tal ikke er særlig stort, præges af hans
udmærkede musikeregenskaber; de kirkelige
korværker vidner specielt om hans polyfone
mesterskab.
Nogen udpræget kunstnerpersonlighed
besad Kiel derimod næppe, og hans værker har
kun i ringe grad vundet udbredelse uden for
hans hjemland, hvor oratoriet Kristus og et
eller andet kammermusikværk endnu af og til
opføres (o. 1915). Af Kiels kirkelige værker skal foruden
de fornævnte endnu fremhæves: Stabat mater
og Tedeum, af instrumentalværkerne en
klaverkoncert, tre klaverkvartetter, nogle strygekvintetter
og -kvartetter, Walzer fur Streichquartett,
trioer, violinsonater og adskillige
klaverkompositioner.